# 勒伯尼翁
勒伯尼翁（法語：Le Beugnon，法語發音：[lə bœɲɔ̃]）是法国德塞夫勒省的一个旧市镇，属于帕尔特奈区。2019年，勒伯尼翁与市镇拉沙佩勒蒂勒伊合并为新市镇伯尼翁-蒂勒伊。

## 地理
勒伯尼翁（46°34'52"N, 0°30'1"W）面积16.3 平方千米，位于法国新阿基坦大区德塞夫勒省，该省份为法国西部内陆省份，北起曼恩-卢瓦尔省，西接旺代省，南至夏朗德省和滨海夏朗德省，东临维埃纳省。
与勒伯尼翁接壤的市镇（或旧市镇、城区）包括：拉沙佩勒蒂勒伊、弗尼乌、瑟孔迪尼、韦尔努昂加蒂讷。

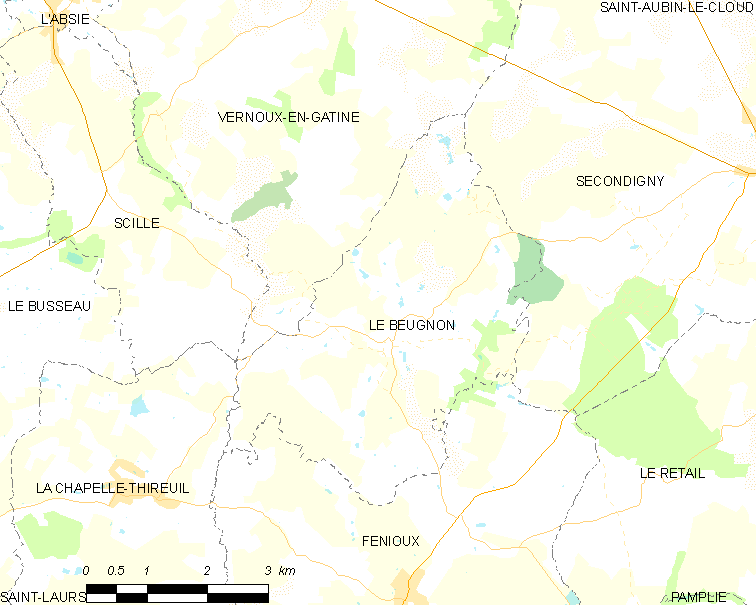
勒伯尼翁的OSM定位图

勒伯尼翁的时区为UTC+01:00、UTC+02:00（夏令时）。

## 行政
勒伯尼翁的邮政编码为79130，INSEE市镇编码为79035。

## 政治
勒伯尼翁所属的省级选区为欧蒂兹-埃格赖县。

## 人口

1962-2008年间勒伯尼翁人口变化图示

勒伯尼翁于2018年1月1日时的人口数量为283人。